# 中国人民解放军南部战区总医院
中国人民解放军南部战区总医院，位於广东省广州市越秀区流花路111号，隶属桂林联勤保障中心，为三级甲等医院。前身是由南天王陈济棠在1933年创建的廣東陸軍醫院，或稱广东陆军总医院。醫院建築群在2021年4月被訂為第九批廣州市文物保護單位之一。

## 歷史
1932年，陈济棠提出了建设“模范新广东”的计划。
1933年，选址流花桥外大刀山，清理山坟后（此地墓葬可追溯至秦汉时期）医院奠基，兴建广东总医院，即现今华侨楼。
1936年，大楼落成，更名为广东陆军总医院。
1937年，医院增建国防军医学校第一分校。
1938年，广州沦陷，医院及学校迁走。医校迁往广西桂林，医院则先后遷址廣西、廣東、湖南。
1944年，医院被迫迁往江西，並与国民政府军医署失去联系。
1945年，医院就地解散。 
1945年，抗日战争后，在医院原址上重组国民政府军政部广州陆军总医院。
1947年，医院改称国军联勤总部广州总医院。1949年，更名为国民政府国防部军医署陆海空第二总医院。
1949年10月14日共军攻占广州，中国人民解放军接管医院。此時醫院設備人員匱乏。
1978年8月，医院升为正师级。
1985年，撤销武汉军区，医院改为中国人民解放军广州军区第二总医院。
1986年，更名中国人民解放军广州军区广州总医院。医院是军队首批三级甲等医院之一。
2016年，在深化国防和军队改革中，由中国人民解放军广州军区转隶桂林联勤保障中心，更名中国人民解放军广州总医院。
2018年，更名为中国人民解放军南部战区总医院。
2016年改革前，医院为9所高等医学院校的教学医院，并且设有国家重点专病中心1个、国家药物临床试验机构科室9个、全军医学专科（病）中心9个、军区医学研究所和专科中心12个、博士后科研工作站2个。

### 新门诊综合楼

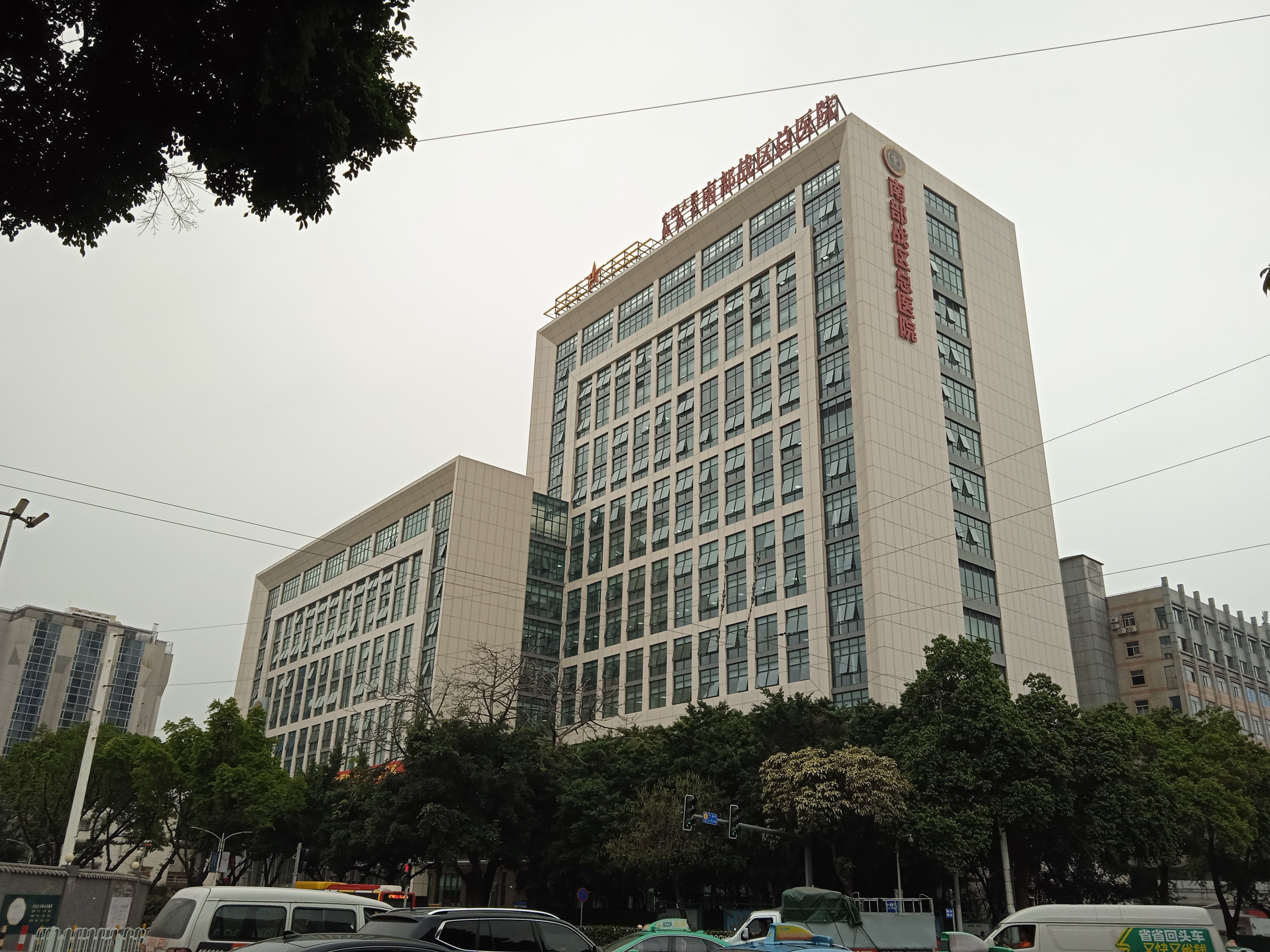
新门诊综合楼

- 2020年7月28日，新门诊综合楼正式开工[8]。
- 2021年6月30日，新门诊综合楼实现主体结构封顶[9]。
- 2023年4月30日，新门诊综合楼正式开业[10]。

## 具体地点
在广州火车站附近，流花路、站前路、人民北路环抱，门牌号为流花路111号。

## 历任领导
| 院长 …… - 黄始振 少将（？—？） - 刘坚（？—） | 政治委员 …… - 韩伟（？—？） - 王济鹤（？—？） - 黄艳儒（？—） |

## 分院区

### 白云院区

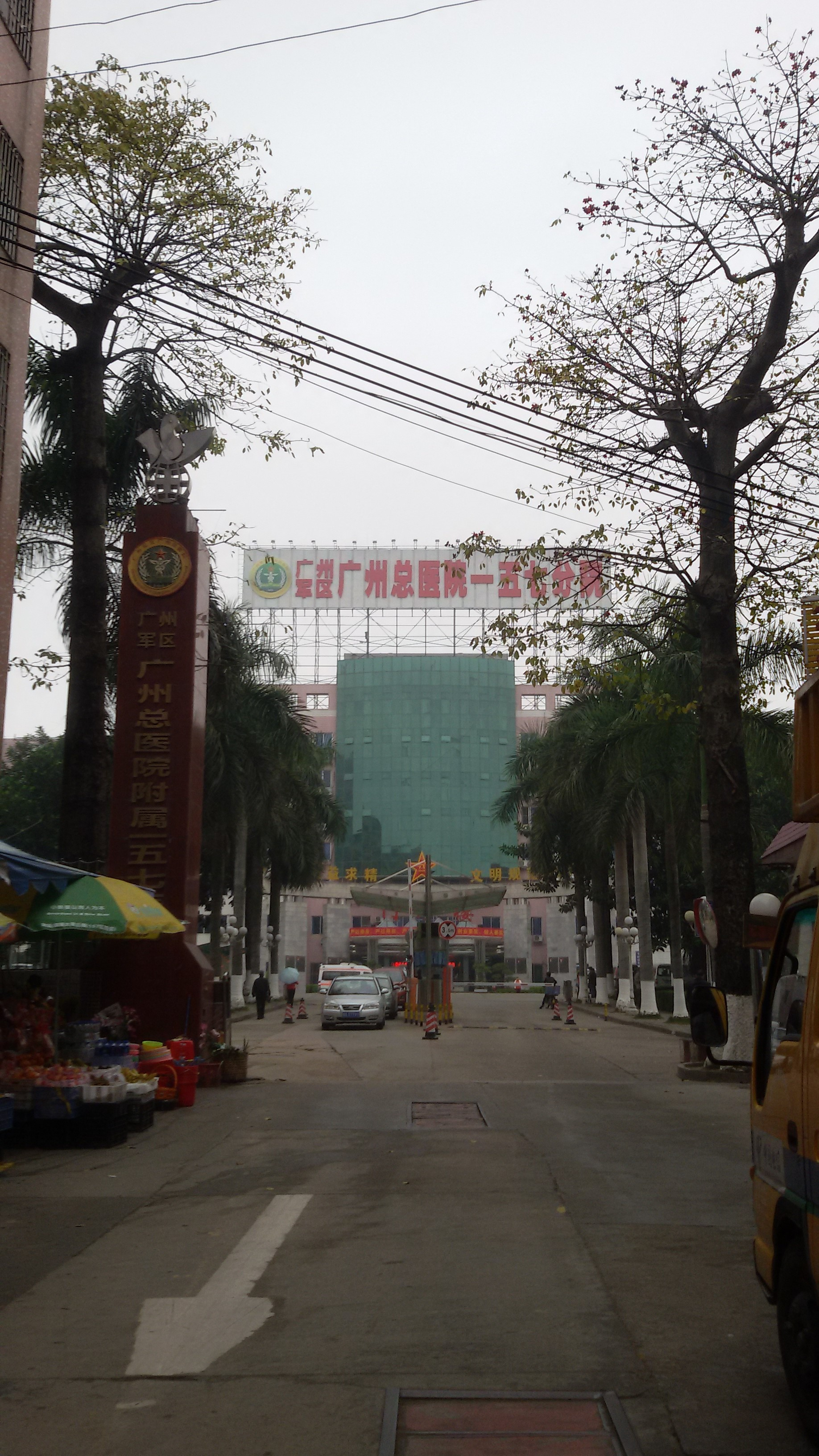
一五七醫院正門

1937年8月，成立红四方面军第十一军卫生所。1942年改编为晋察鲁豫军区白求恩医院一所。1948年5月改编为中原军区白求恩总医院第二分院。后几经改编，先后为第二野战军第二野战医院、第二野战军卫生部总医院二院五所。1950年1月至1951年9月，作为军医院驻四川省重庆市新桥，曾编制为第二野战军军政大学附属医院、西南军区军政大学附属医院一分院。1951年5月，合组为西南军区第二后方医院。1951年9月，驻湖北省孝感，更名中南军区临时第二后方医院。1952年6月，更名陆军第六十六医院。1953年4月，驻河南省漯河。1954年6月，改编为陆军第一五七医院。1955年7月，迁至湖南省耒阳县。1958年1月，由湖南省耒阳县移驻广东省广州市郊白灰场。1987年，全院有副主任军医以上人员48人，设22个临床和医技科室。自1960年代初起，医院开展中西医结合治疗研究，1971年被周恩来誉为“中西医结合的一面红旗”。医院设全军中西医结合内科专科中心、广州军区肛肠外科专科中心。1996年，被评为三级甲等医院。2009年8月，移交广州军区广州总医院，更名为中国人民解放军广州军区广州总医院附属一五七医院。后更名为中国人民解放军广州军区广州总医院一五七分院。2017年更名中国人民解放军广州总医院一五七分院。2021年关闭急诊业务及部分门诊业务。现名为中国人民解放军南部战区总医院白云院区。

### 天河院区
中国人民解放军南部战区总医院天河院区的前身是“广东省军区门诊部”，位于广州市天河区禺东西路22号，于2025年6月3日正式向全国对外开放。